# Ghiacciaio Henson
Il ghiacciaio Henson (in inglese Henson Glacier) (64°06′S 60°11′W) è un ghiacciaio situato sulla costa di Davis, nella parte nord-occidentale della Terra di Graham, in Antartide. Il ghiacciaio, il cui punto più alto si trova 1.050 m s.l.m., fluisce verso nord a partire dall'altopiano Detroit, poco a est del ghiacciaio Stringfellow, fino ad unirsi con la distesa di ghiaccio, chiamata ghiaccio pedemontano Wright, sulla costa della baia di Lanchester, a ovest della collina Hargrave.

## Storia
Il ghiacciaio Henson è stato mappato dal British Antarctic Survey, che all'epoca si chiamava ancora Falkland Islands and Dependencies Survey, nel 1956-57, grazie a fotografie aeree scattate dalla Hunting Aerosurveys Ltd. Il ghiacciaio è stato poi così battezzato nel 1960 dal Comitato britannico per i toponimi antartici in onore di William Samuel Henson, il progettista inglese che nel 1842-43 disegnò e brevettò un monoplano per il trasporto di passeggeri dotato di un motore a vapore particolarmente leggero, anch'esso di sua invenzione.